# 2024年亚洲击剑锦标赛
2024年亚洲击剑锦标赛是第26届亚洲击剑锦标赛，于2024年6月22日至27日在科威特科威特城谢赫萨阿德·阿卜杜拉体育中心进行。科威特城于2023年10月进行的亚洲击剑联合会第35届全会期间确认获得该届比赛主办权。
共有来自36个国家和地区的约320名运动员参加该项目。共设12个项目，包括6个男子项目和6个女子项目。最终韩国队以4枚金牌的成绩位列奖牌榜榜首，中国队和日本队各获得3枚金牌。

## 奖牌得主

### 男子
| 项目     | 金牌                                                                                  | 银牌                                                                                | 铜牌                                                                                       |
| 个人重剑 | 何瑋桁 · 中國香港（HKG）                                                              | 吳浩天 · 中國香港（HKG）                                                            | Yerlik Sertay · 哈萨克斯坦（KAZ）                                                          |
| 个人重剑 | 何瑋桁 · 中國香港（HKG）                                                              | 吳浩天 · 中國香港（HKG）                                                            | 古俣圣 · 日本（JPN）                                                                       |
| 团体重剑 | （KAZ） · 埃米尔·阿利姆扎诺夫 · 鲁斯兰·库尔班诺夫 · Yerlik Sertay · 瓦季姆·沙尔莱莫夫 | 日本（JPN） · 加纳虹辉 · 古俣圣 · 见延和靖 · 山田优                                 | 中國（CHN） · 兰明豪 · 王子杰 · 修钰涵 · 杨丰名                                            |
| 团体重剑 | （KAZ） · 埃米尔·阿利姆扎诺夫 · 鲁斯兰·库尔班诺夫 · Yerlik Sertay · 瓦季姆·沙尔莱莫夫 | 日本（JPN） · 加纳虹辉 · 古俣圣 · 见延和靖 · 山田优                                 | 中國香港（HKG） · 方凱申 · 何瑋桁 · 吳浩天 · 吳霆騫                                        |
| 个人花剑 | 松山恭助 · 日本（JPN）                                                                | 饭村一辉 · 日本（JPN）                                                              | 莫梓维 · 中国（CHN）                                                                       |
| 个人花剑 | 松山恭助 · 日本（JPN）                                                                | 饭村一辉 · 日本（JPN）                                                              | 敷根崇裕 · 日本（JPN）                                                                     |
| 团体花剑 | 中國（CHN） · 陈海威 · 莫梓维 · 吴斌 · 许杰                                           | （KOR） · 河泰圭 · Im Cheol-woo · 李侊炫 · Youn Jeong-hyun                          | 日本（JPN） · 饭村一辉 · 松山恭助 · 永野雄大 · 敷根崇裕                                    |
| 团体花剑 | 中國（CHN） · 陈海威 · 莫梓维 · 吴斌 · 许杰                                           | （KOR） · 河泰圭 · Im Cheol-woo · 李侊炫 · Youn Jeong-hyun                          | 中國香港（HKG） · 張家朗 · 蔡俊彥 · 崔浩然 · 梁千雨                                        |
| 个人佩剑 | 吴尚旭 · 韩国（KOR）                                                                  | 沈晨鹏 · 中国（CHN）                                                                | Yousef Al-Shamlan · 科威特（KUW）                                                          |
| 个人佩剑 | 吴尚旭 · 韩国（KOR）                                                                  | 沈晨鹏 · 中国（CHN）                                                                | 穆罕默德·拉赫巴里 · 伊朗（IRI）                                                            |
| 团体佩剑 | （KOR） · 具本佶 · Ha Han-sol · 吴尚旭 · 朴相元                                       | 伊朗（IRI） · 法尔扎德·巴赫尔 · 穆罕默德·福图希 · 阿里·帕克达曼 · 穆罕默德·拉赫巴里 | 中國香港（HKG） · 陳樂熹 · 何思朗 · 梁天晴 · 羅浩天                                        |
| 团体佩剑 | （KOR） · 具本佶 · Ha Han-sol · 吴尚旭 · 朴相元                                       | 伊朗（IRI） · 法尔扎德·巴赫尔 · 穆罕默德·福图希 · 阿里·帕克达曼 · 穆罕默德·拉赫巴里 | （KAZ） · Bakdaulet Kuralbekuly · Zhanat Nabiyev · Artyom Sarkissyan · Nazarbay Sattarkhan |

### 女子
| 项目     | 金牌                                                  | 银牌                                                                             | 铜牌                                                          |
| 个人重剑 | 余思涵 · 中国（CHN）                                  | 孙一文 · 中国（CHN）                                                             | 姜荣美 · 韩国（KOR）                                          |
| 个人重剑 | 余思涵 · 中国（CHN）                                  | 孙一文 · 中国（CHN）                                                             | 宋世罗 · 韩国（KOR）                                          |
| 团体重剑 | （KOR） · 崔仁贞 · 姜荣美 · 李慧仁 · 宋世罗           | 中國（CHN） · 孙一文 · 唐君瑶 · 许诺 · 余思涵                                    | 中國香港（HKG） · 歐倩瑩 · 陳渭泠 · 佘繕妡 · 連翊希           |
| 团体重剑 | （KOR） · 崔仁贞 · 姜荣美 · 李慧仁 · 宋世罗           | 中國（CHN） · 孙一文 · 唐君瑶 · 许诺 · 余思涵                                    | 日本（JPN） · 成田琉夏 · 铃木穗波 · 寺山珠樹 · 吉村美穗       |
| 个人花剑 | Hong Se-na · 韩国（KOR）                              | 菊池小卷 · 日本（JPN）                                                           | 上野优佳 · 日本（JPN）                                        |
| 个人花剑 | Hong Se-na · 韩国（KOR）                              | 菊池小卷 · 日本（JPN）                                                           | 王雨婷 · 中国（CHN）                                          |
| 团体花剑 | 日本（JPN） · 东晟良 · 菊池小卷 · 宫胁花纶 · 上野优佳 | 中國（CHN） · 陈情缘 · 黄芊芊 · 焦恩祺 · 王雨婷                                  | （KOR） · Hong Se-na · Kim Ki-yeun · Lee Se-joo · Park Ji-hee |
| 团体花剑 | 日本（JPN） · 东晟良 · 菊池小卷 · 宫胁花纶 · 上野优佳 | 中國（CHN） · 陈情缘 · 黄芊芊 · 焦恩祺 · 王雨婷                                  | 中國香港（HKG） · 陳諾思 · 鄭曉為 · 關渝澄 · 符妤名           |
| 个人佩剑 | 江村美咲 · 日本（JPN）                                | 尹智秀 · 韩国（KOR）                                                             | 尾崎世梨 · 日本（JPN）                                        |
| 个人佩剑 | 江村美咲 · 日本（JPN）                                | 尹智秀 · 韩国（KOR）                                                             | 全河英 · 韩国（KOR）                                          |
| 团体佩剑 | 中國（CHN） · 饶雪怡 · 魏嘉怡 · 杨恒郁 · 张心怡       | （KAZ） · Karina Dospay · Anastassiya Gulik · Zhasmin Kapydzhy · Aigerim Sarybay | （KOR） · 崔世彬 · 全河英 · 全恩惠 · 尹智秀                   |
| 团体佩剑 | 中國（CHN） · 饶雪怡 · 魏嘉怡 · 杨恒郁 · 张心怡       | （KAZ） · Karina Dospay · Anastassiya Gulik · Zhasmin Kapydzhy · Aigerim Sarybay | 日本（JPN） · 江村美咲 · 福岛史帆实 · 尾崎世梨 · 高嶋理紗     |

## 奖牌榜
*   主办国家/地区（科威特）
| 排名                     | 国家 / 地区              | 金牌 | 銀牌 | 銅牌 | 总计 |
| ------------------------ | ------------------------ | ---- | ---- | ---- | ---- |
| 1                        |                          | 4    | 2    | 5    | 11   |
| 2                        | 中國                     | 3    | 4    | 3    | 10   |
| 3                        | 日本                     | 3    | 3    | 7    | 13   |
| 4                        | 中國香港                 | 1    | 1    | 5    | 7    |
| 5                        |                          | 1    | 1    | 2    | 4    |
| 6                        | 伊朗                     | 0    | 1    | 1    | 2    |
| 7                        | 科威特*                  | 0    | 0    | 1    | 1    |
| 总计（共7个国家 / 地区） | 总计（共7个国家 / 地区） | 12   | 12   | 24   | 48   |